# Izlandi póni
Az izlandi póni vagy izlandi ló kis termetű, hidegvérű lófajta, ami erejéről és kitartásáról ismert. Főként hátas- és igásló, de emellett kedvelt hobbiló, ami szelíd természetének köszönhető. Tartása igen egyszerű, mivel nagyon igénytelen fajta, ez is közrejátszik nagy népszerűségében.

## Története
A 9. században a norvég parasztok vitték magukkal Izlandra, míg a későbbi bevándorlások keleti fajtákat is hoztak, amelyek egymással gyorsan keveredtek és szaporodtak. 985-ben lovakra importtilalmat vezettek be, mely máig érvényben van. Így a tenyészet, mentes maradhatott az idegen hatásoktól. A szelekció hatására két típus alakult ki - a nehéz teherhordó póni és a könnyebb hátaspóni.

## Jellemzői
Ez a kifejezetten szívós póni még gyenge takarmányozás mellett is képes igen nagy teljesítőképességű munkát végezni. Az állatok értelmesek és szelídek, de önfejűek és néha makacsok. Az izlandi pónik az alapjárásmódok mellett két speciális járásmódot is ismernek, ez a tölt és a poroszka. A tölt egy négyütemű járásmód, amely a lovasnak rázkódás nélküli lovaglást tesz lehetővé. Ebben a járásmódban egy láb mindig a talajon van, nincsen lebegő fázis. A járásmódot a futásig lehet gyorsítani anélkül, hogy ritmusa megváltozna. A poroszka a vágtával egyenlő gyors járásmód, mely az egyoldali lábak egyirányú lábsorrendjét jelöli (az ügetésnél az átlós lábak mozognak egyszerre, itt pedig az egyoldaliak). Ezt a mozgást a vágta tempóig képes fokozni. A poroszkálást más lófajták is képesek megtanulni, kényelmesebb lovaglást ad, mint az ügetés.